# An Ninh, Lan Châu
An Ninh (tiếng Trung phồn thể: 安寧區), Hán Việt: An Ninh khu) là một quận thuộc địa cấp thị Lan Châu (蘭州市) của tỉnh Cam Túc, Cộng hòa Nhân dân Trung Hoa. Quận này nằm ở bờ bắc Hoàng Hà, đối diện với Thất Lý Hà qua sông. Quận này tập trung nhiều đại học của Lan Châu như Đại học Giao thông Lan Châu, Đại học Sư phạm Tây Bắc, Đại học Nông nghiệp Cam Túc, Đại học Hành chính Cam Túc.